# Мошуров
Мошуров (словац. Mošurov) — село в окрузі Пряшів Пряшівського краю Словаччини. Площа села 5,44 км². Станом на 31 грудня 2016 року в селі проживало 182 жителі.

## Історія
Перші згадки про село датуються 1383 роком.

## Географія
Протікає річка Мошурованка.

## Населення
| Рік:            | 1994. | 2004.    | 2014.    | 2024.   |
| --------------- | ----- | -------- | -------- | ------- |
| Кількість осіб: | 135   | 159      | 182      | 197     |
| Різниця:        |       | +17,77 % | +14,46 % | +8,24 % |

| Рік:            | 2023. | 2024.   |
| --------------- | ----- | ------- |
| Кількість осіб: | 192   | 197     |
| Різниця:        |       | +2,60 % |